# Claude Sylvain
Claude Sylvain, auch bekannt als Claude Nelly Gelblum, (* 9. Mai 1930 in Neuilly-Plaisance, Département Seine-et-Oise als Nelly Gelblum; † 31. Dezember 2005 in Vaux-sur-Lunain, Département Seine-et-Marne) war eine französische Schauspielerin und Sängerin.  

## Leben
Claude Sylvain studierte zunächst Philosophie und Alte Sprachen, unter anderem an der École du Louvre. In den 1950er Jahren spielte sie einige Rollen im Film.
Gegen Ende der 1950er wurde sie Sängerin. Im Kabarett Milord l’Arsouille lernte sie ihren späteren Ehemann, den Schauspieler und Sänger Francis Claude, kennen.

## Filmographie (Auswahl)
- 1954: Der Fall Maurizius (L'Affaire Maurizius)
- 1954: Madame Dubarry (Madame du Barry)
- 1954: Rififi (Du rififi chez les hommes)
- 1954: Escalier de service
- 1954: La Tour de Nesle
- 1954: Rot und Schwarz (Le Rouge et le Noir)
- 1955: Si Paris nous était conté
- 1955: TKX antwortet nicht (Si tous les gars du monde)
- 1955: À la manière de Sherlock Holmes
- 1955: Die große Schlacht des Don Camillo (Don Camillo e l’onorevole Peppone)
- 1956: Vulkan im Blut (Le sang à la tête)
- 1956: L’Homme à l’imperméable
- 1958: Les Cinq Dernières Minutes
- 1965: Sie werden lästig, mein Herr (Le majordome)